# Marcianopoli

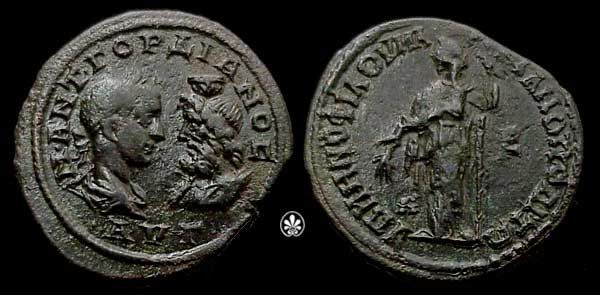
Moneta di Marcianopoli (Mesia inferiore) coniata dal governatore Tullio Menofilo (238-241) a nome dell'imperatore Gordiano III.

Marcianopoli fu una città fondata dall'imperatore Traiano in Tracia, in onore della sorella Ulpia Marciana.
Assurse rapidamente a città di rilevante importanza, e Diocleziano la volle capitale della Mesia Seconda. Fu in seguito Giustiniano a restaurarla e donarle una fortificazione. Si trova nel sito dell'odierna Devnya, in Bulgaria. La città antica è stata parzialmente scavata ed è famosa per la sua collezione museale di pavimenti musivi antichi provenienti dalle ville della città.
Attualmente ne restano solo alcune rovine a Preslav nei pressi della città di Devnja, in Bulgaria dell'est.
Tra l'893 ed il 972 d.C. fu una delle più importanti città medioevali nel sud-est europeo.